# Quinto Víbio Galo
Quinto Víbio Galo (em latim: Quintus Vibius Gallus) foi um senador romano nomeado cônsul sufecto para o nundínio de maio a junho de 119 com o Marco Pácio Silvano Quinto Corédio Galo Gargílio Antigo.